# Panjang (Bae)
Panjang is een bestuurslaag in het regentschap Kudus van de provincie Midden-Java, Indonesië. Panjang telt 4160 inwoners (volkstelling 2010).